# Didrik Tønseth
Didrik Tønseth (Trondheim, 10 mei 1991) is een Noorse langlaufer. Hij vertegenwoordigde zijn vaderland op de Olympische Winterspelen 2018 in Pyeongchang.

## Carrière
Bij zijn wereldbekerdebuut, in januari 2012 in Otepää, scoorde Tønseth direct zijn eerste wereldbekerpunten. In januari 2013 behaalde de Noor in La Clusaz zijn eerste toptienklassering in een wereldbekerwedstrijd. In december 2013 stond hij in Lillehammer voor de eerste maal in zijn carrière op het podium van een wereldbekerwedstrijd. Op 7 december 2014 boekte Tønseth in Lillehammer zijn eerste wereldbekerzege. Op de wereldkampioenschappen langlaufen 2015 in Falun eindigde de Noor als vierde op de 30 kilometer skiatlon en als achtste op de 30 kilometer klassiek. Samen met Niklas Dyrhaug, Anders Gløersen en Petter Northug werd hij wereldkampioen op de estafette. In Lahti nam hij deel aan de wereldkampioenschappen langlaufen 2017. Op dit toernooi eindigde hij als vijfde op de 15 kilometer klassieke stijl en als zesde op de 30 kilometer skiatlon. Op de estafette prolongeerde hij samen met Niklas Dyrhaug, Martin Johnsrud Sundby en Finn Hågen Krogh de wereldtitel. Tijdens de Olympische Winterspelen van 2018 in Pyeongchang veroverde Tønseth samen met Martin Johnsrud Sundby, Simen Hegstad Krüger en Johannes Høsflot Klæbo de gouden medaille op de estafette.
Op de wereldkampioenschappen langlaufen 2019 in Seefeld eindigde de Noor als vijfde op de 15 kilometer klassieke stijl.

## Resultaten

### Olympische Spelen
| Jaar | Plaats      | Resultaten        |
| ---- | ----------- | ----------------- |
| 2018 | Pyeongchang | 4x10 km estafette |

### Wereldkampioenschappen
| Jaar | Plaats  | Resultaten                                                       |
| ---- | ------- | ---------------------------------------------------------------- |
| 2015 | Falun   | 4e 30 km skiatlon · 8e 50 km klassieke stijl · 4x10 km estafette |
| 2017 | Lahti   | 5e 15 km klassieke stijl · 6e 30 km skiatlon · 4x10 km estafette |
| 2019 | Seefeld | 5e 15 km klassieke stijl                                         |

### Wereldbeker
Eindklasseringen
| Seizoen   | Algm | DI  | SP   | TdS |
| --------- | ---- | --- | ---- | --- |
| 2011/2012 | 133e | 83e | -    | -   |
| 2012/2013 | 80e  | 51e | -    | -   |
| 2013/2014 | 27e  | 25e | 100e | 9e  |
| 2014/2015 | 22e  | 19e | -    | -   |
| 2015/2016 | 9e   | 6e  | 46e  | 7e  |
| 2016/2017 | 18e  | 12e | 93e  | 12e |
| 2017/2018 | 16e  | 12e | -    | 17e |
| 2018/2019 | 5e   | 5e  | 55e  | 11e |
| 2019/2020 | 31e  | 21e | -    | DNF |
| 2020/2021 | 100e | 80e | –    | –   |

Wereldbekerzeges
| Datum            | Plaats      | Onderdeel                             |
| ---------------- | ----------- | ------------------------------------- |
| 7 december 2014  | Lillehammer | 15 km klassieke stijl (handicapstart) |
| 13 december 2014 | Lillehammer | 15 km klassieke stijl                 |
| 2 december 2018  | Lillehammer | Lillehammer Triple                    |